# John Wilkinson (Gitarrist)

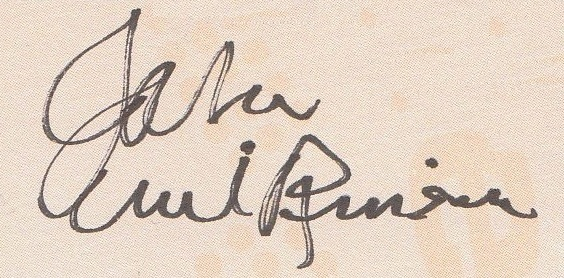
Autogramm von John Wilkinson vom 13. August 2005

John Wilkinson (* 3. Juli 1945 in Washington, D.C.; † 11. Januar 2013 in Springfield, Missouri) war ein US-amerikanischer Gitarrist, der von 1969 bis 1977 zum festen Bestandteil der TCB Band gehörte und bei mehr als 1.200 Konzerten von Elvis Presley auf der Bühne stand.

## Leben
Wilkinson wuchs in Springfield, Missouri auf und wurde bereits früh ein Fan von Elvis Presley. Allerdings gefiel ihm die Art nicht, wie Presley Gitarre spielte. Als Elvis 1956 in seinem Wohnort auftrat, klopfte er an die Kabine seines Idols und sagte ihm dies frei heraus.
Mit 13 Jahren gründete Wilkinson eine eigene Band, die er The Coachmen nannte. Etwa 1964 zog Wilkinson nach Kalifornien, wo er die Universität besuchte und sich in den Tonstudios einen Ruf erwarb. Weil er noch einen Rhythmusgitarristen benötigte, nahm Elvis Presley 1968 Kontakt zu ihm auf. Von da an gehörte Wilkinson bis zum Tode des King of Rock‘ n‘ Roll 1977 zu dessen Ensemble. Parallel dazu spielte er auch zeitweise für das Kingston Trio. Nach Presleys Ableben gründete Wilkinson eine Band namens Justice.
1989 erlitt er einen Schlaganfall, der zur Lähmung seines linken Armes führte, so dass er fortan nicht mehr Gitarre spielen konnte. Dennoch trat er später noch gelegentlich mit einigen Mitgliedern der alten TCB Band bei Elvis-Gedenkveranstaltungen und Tourneen auf und sang in der Regel das Lied Early Morning Rain. John Richard Wilkinson starb am 11. Januar 2013 infolge eines Krebsleidens.